# Jugendrichter
Der Jugendrichter ist ein Spruchkörper des Amtsgerichts, der gemäß § 39 JGG als Einzelrichter über Verfehlungen Jugendlicher (14 bis 18 Jahre) und Heranwachsender (18 bis 21 Jahre) entscheidet.

## Zuständigkeit
Er ist für die Verfahren zuständig, für die nicht das Jugendschöffengericht oder die Jugendkammer zuständig ist, also in den Fällen, in denen lediglich mit der Verhängung von Erziehungsmaßregeln oder Zuchtmittel (sowie etwaiger Nebenstrafen wie das Fahrverbot) zu rechnen ist. Stellt sich in der Hauptverhandlung allerdings heraus, dass gegen den Angeklagten doch die Verhängung einer Jugendstrafe geboten ist, kann er eine solche bis zu einem Jahr verhängen. Soweit der Jugendrichter auf Heranwachsende oder Erwachsene allgemeines Strafrecht anwendet, reicht seine Strafgewalt wie bei allen Strafrichtern bis zu einer Freiheitsstrafe von zwei Jahren (§ 25 GVG).

## Verhandlung, Rechtsmittel gegen Urteile
Wie alle Jugendgerichte verhandelt der Jugendrichter in nichtöffentlicher Sitzung, wenn sämtliche Angeklagten Jugendliche sind. Gegen die Urteile des Jugendrichters, können die Rechtsmittel der Berufung oder der Revision eingelegt werden.